# محافظة بيونغسان
محافظة بيونغسان هي محافظة تقع في هوانغهاي الشمالية، كوريا الشمالية.

## أعلام
- جو يونغ نام
- نيلسون شين